# Alexin
Alexin (ru. Алексин) este un oraș din Regiunea Tula, Federația Rusă și are o populație de 68.156 locuitori. Orașul este situat la o distanță de 71 km NV de Tula.